# Ituverava
Ituverava é um município do estado de São Paulo, Brasil, situado a 413 km de São Paulo. O município é formado pela sede, pelos distritos de Capivari da Mata e São Benedito da Cachoeirinha e pelo povoado de Aparecida do Salto.

## Etimologia
Ituverava vem do tupi antigo ytuberaba (pronunciado /ɨtuβe'ɾaβa/), significando cachoeira (ytu) brilhante, ou reluzente (berab), mais o sufixo nominal -a. Em tupi, o 'b' era fricativo [β], como em certas pronúncias do espanhol. Por isso, na passagem para o português, virou um 'v', letra inexistente no tupi.

## História
A presença dos indígenas, primeiros habitantes do município, pode ser atestada em diversos materiais ali encontrados.
No século XVIII, surgiu, na região do atual município, um pouso para tropeiros e mineradores que se dirigiam para Minas Gerais e Goiás. No final deste século, famílias oriundas de Minas Gerais, sobretudo do sul desse estado, se fixaram na região, atraídos pelas terras férteis e pastagens para o gado.
Em 1810-1818, o Alferes João Alves de Figueiredo se instalou na região, em 1818 se iniciou a derrubada das matas próximas ao Rio do Carmo e criou uma fazenda perto de uma cachoeira.
Posteriormente, em 16 de julho de 1818, o Alferes João edificou uma capela em louvor a Nossa Senhora do Carmo (não confundir com a atual Capela de Nossa Senhora do Rosário, que foi edificada em 1820 por escravos negros, dos Alferes que viviam ali no Araial), em cujos arredores se construíram as primeiras casas, assim surgindo o povoado, o qual foi elevado à categoria de freguesia, com o nome de Distrito de Paz de Nossa Senhora do Carmo de Franca do Imperador, por meio da Lei n° 9, de 18 de fevereiro de 1847, sendo subordinada à vila de Franca.
Em 10 de março de 1885, por meio da Lei Provincial n° 24, a freguesia foi desmembrada de Franca e elevada à categoria de vila, tendo seu topônimo simplificado para "Carmo de Franca", sendo instalada em 7 de setembro daquele ano.

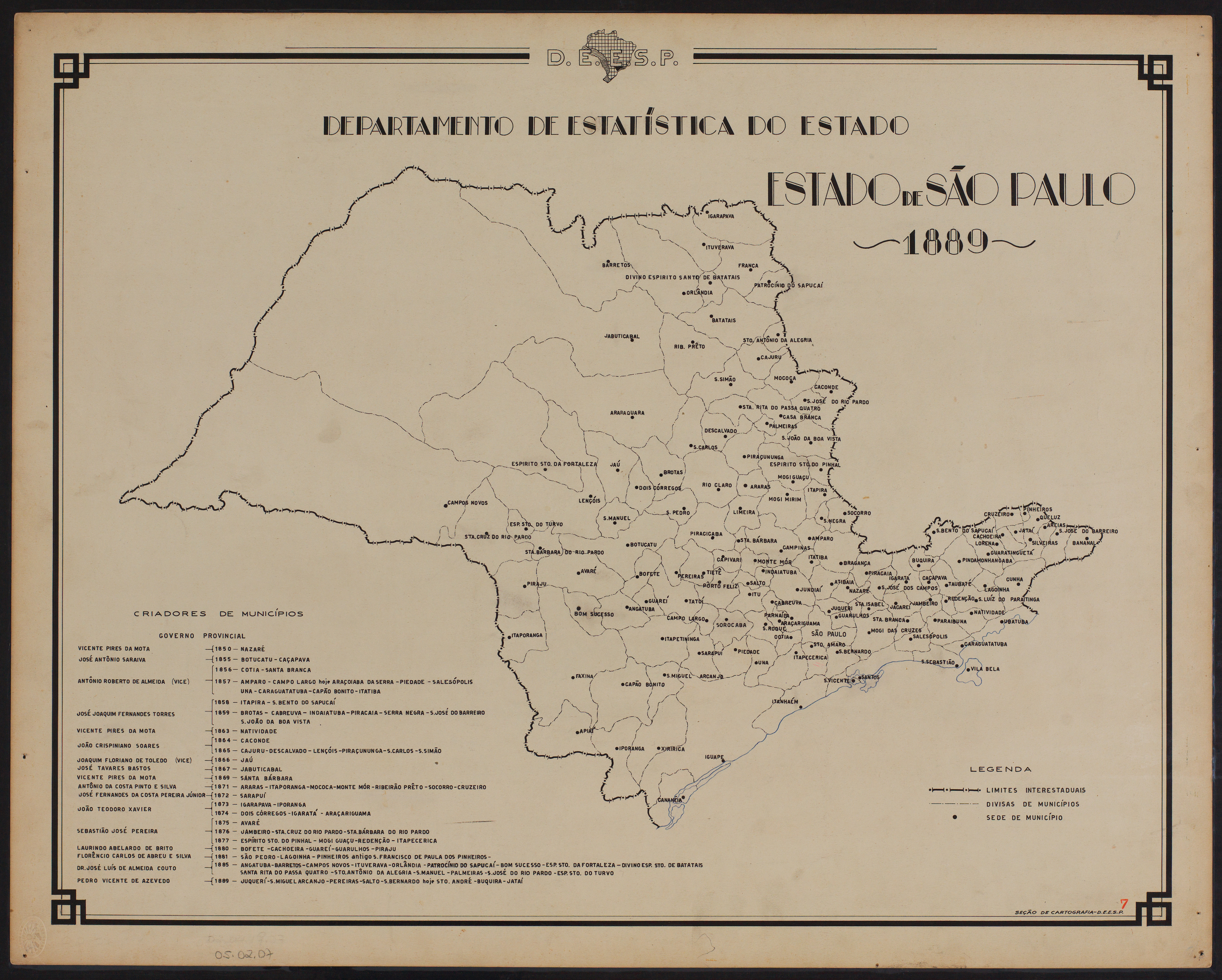
Estado de São Paulo (1889).

Em 11 de junho de 1895, por meio de Lei Municipal, a vila de Carmo de Franca foi elevada à categoria de cidade. A Lei Estadual nº 664, de 7 de setembro de 1899, sancionada pelo então Presidente do Estado de São Paulo, Fernando Prestes de Albuquerque, alterou o nome do município de Carmo de Franca para Ituverava, topônimo de origem tupi-guarani que significa "Salto brilhante", "Salto reluzente".
Ituverava sofreu perdas territoriais para a criação dos municípios de Guará (1925) e Miguelópolis (1944), antes distritos. Em 1948, foi criado o distrito de São Benedito da Cachoeirinha e, em 1953, Capivari da Mata, até hoje existentes. Há também o povoado de Aparecida do Salto, que teve sua fundação nos anos 30 no território de Ituverava. 

## Geografia
A cidade localiza-se a uma latitude 20º20'22" sul e a uma longitude 47º46'50" oeste, estando a uma altitude de 605 metros. Possui uma área de 697,8 km² e sua área urbanizada é igual a 10,43 km².
A maior parte de seu solo é formada por terra roxa e arenosa, originado da decomposição de basalto vulcânico, o que torna Ituverava um lugar excelente para a agricultura, especialmente para o cultivo de grãos, cana-de-açúcar, algodão, entre outras culturas.

### Clima
De acordo com dados da estação meteorológica automática do Instituto Nacional de Meteorologia (INMET) no município, em operação desde julho de 2008, a menor temperatura registrada em Igarapava foi de −1,1 °C em 1º de julho de 2021 e a maior atingiu 41,4 °C em 3 de outubro de 2020. O maior acumulado de precipitação em 24 horas alcançou 116,8 milímetros (mm) em 5 de novembro de 2018. O menor índice de umidade relativa do ar foi de 9% nos dias 5 de setembro e 7 de outubro de 2024.
| Dados climatológicos para Ituverava                                                              | Dados climatológicos para Ituverava | Dados climatológicos para Ituverava | Dados climatológicos para Ituverava | Dados climatológicos para Ituverava | Dados climatológicos para Ituverava | Dados climatológicos para Ituverava | Dados climatológicos para Ituverava | Dados climatológicos para Ituverava | Dados climatológicos para Ituverava | Dados climatológicos para Ituverava | Dados climatológicos para Ituverava | Dados climatológicos para Ituverava | Dados climatológicos para Ituverava |
| Mês                                                                                              | Jan                                 | Fev                                 | Mar                                 | Abr                                 | Mai                                 | Jun                                 | Jul                                 | Ago                                 | Set                                 | Out                                 | Nov                                 | Dez                                 | Ano                                 |
| ------------------------------------------------------------------------------------------------ | ----------------------------------- | ----------------------------------- | ----------------------------------- | ----------------------------------- | ----------------------------------- | ----------------------------------- | ----------------------------------- | ----------------------------------- | ----------------------------------- | ----------------------------------- | ----------------------------------- | ----------------------------------- | ----------------------------------- |
| Temperatura máxima recorde (°C)                                                                  | 37,3                                | 38,1                                | 35,8                                | 35,1                                | 34                                  | 32,6                                | 33,7                                | 36,8                                | 41,1                                | 41,4                                | 40,5                                | 37,8                                | 41,4                                |
| Temperatura mínima recorde (°C)                                                                  | 14,5                                | 14,5                                | 12,4                                | 9                                   | 3,1                                 | 0,9                                 | −1,1                                | 0,6                                 | 5,5                                 | 8                                   | 11,1                                | 11,3                                | −1,1                                |
| Fonte: Instituto Nacional de Meteorologia (INMET) (recordes de temperatura: 16/07/2008-presente) |                                     |                                     |                                     |                                     |                                     |                                     |                                     |                                     |                                     |                                     |                                     |                                     |                                     |

## Demografia

### Dados demográficos
Dados do Censo - 2022
População total: 37.571
- Urbana: 35.303
- Rural: 2.268
- Homens: 18.144
- Mulheres: 19.427
- População estimada em 2024: 38.451 pessoas

Densidade demográfica (hab./km²): 53,32 hab./km²
Mortalidade infantil até 1 ano: 15,22 por mil nascidas vivas
Expectativa de vida: 75,47 anos
Taxa de fecundidade: 1,7 filho por mulher
Taxa de alfabetização: 93,4%
Índice de Desenvolvimento Humano (IDH-M): 0,765
- IDH-M Renda: 0,768
- IDH-M Longevidade: 0,841
- IDH-M Educação: 0,694

Fonte: Atlas do Desenvolvimento Humano do Brasil e Instituto Brasileiro de Geografia e Estatística

### Etnias
| Cor/Raça | Percentagem |
| -------- | ----------- |
| Branca   | 58,27%      |
| Negra    | 7,47%       |
| Parda    | 33,37%      |
| Amarela  | 0,84%       |
| Indigena | 0,05%       |

Fonte: IBGE - Censo Demográfico 2022

## Economia
A economia do município é predominantemente agrícola, baseando-se no cultivo de soja, milho, algodão e cana-de-açúcar, favorecida pelo solo fértil da terra roxa. Apresenta um comércio forte e setor de serviços avançado. A cidade conta também com algumas indústrias.
A cidade é referência regional em comércio, educação e saúde.
O PIB per capita da cidade é de R$ 45.131,05 (IBGE 2021).
O setor industrial mudou um pouco nas últimas décadas, à medida que as culturas de algodão e soja foram para as fronteiras agrícolas como Mato Grosso e Goiás e a cana-de-açúcar reconfigurou o norte de São Paulo. A indústria de transformação de matérias-primas agrícolas que acompanhava as lavouras de soja e algodão (Maeda) deu lugar a algumas indústrias de consumo e químicas (Santa Maria, de Rubinho, Vittia, de Wilsinho, Vasbrás, de Marquin Jacinto e UPL).

## Infraestrutura

### Comunicações
O sistema de telefones automáticos foi inaugurado na cidade pela Companhia de Telecomunicações do Brasil Central (CTBC), que também implantou o sistema de discagem direta à distância (DDD) em 1977 com o código de área (016).

## Cultura e lazer
No âmbito turístico, a cidade conta com o Museu Histórico, o Centro Cultural, as Igrejas: Igreja Matriz de Nossa Senhora do Carmo de Ituverava(1916), Capela de Nossa Senhora do Rosário de Ituverava(1820) e São João Batista(2011). A Praça X de Março, o Parque Recreio "Balduino Nunes da Silva" (onde está situada a Cachoeira do Salto Brilhante, da qual veio a inspiração para o nome da cidade), Represa Paulo Borges e as obras feitas pelo ilustre ex-prefeito Dr. Lucio Adalberto Machado Lima, que faz parte do circuito turístico Projeto Portinari, Além de contar com a Antiga Estação 
Ferroviaria Da Companhia Alta Mogiana (já extinta).
Além do Grupo Escolar "Fabiano Alves de Freitas", que é a escola mais antiga de Ituverava, fundada em 1914, hoje em dia ela é tombada, sendo Patrimônio cultural do Estado de São Paulo

## Ituveravenses ilustres
- Vitor Martins (compositor)
- Marcelo Tas (apresentador)
- Rodrigo de Ângelo Freitas (ex-jogador de vôlei)
- Gilda Nomacce (atriz)
- Gustavo Borges (Ex-nadador)
- Padre Monsenhor João Rulli (Padre)

## Religião
| Religião     | Porcentagem | Número |
| ------------ | ----------- | ------ |
| Católicos    | 70,36%      | 27.227 |
| Protestantes | 19,16%      | 7.416  |
| Sem religião | 5,13%       | 1.983  |
| Espíritas    | 3,28%       | 1.269  |
| Budistas     | 0,11%       | 41     |

Fonte: IBGE - Censo Demográfico 2010
O Cristianismo se faz presente na cidade da seguinte forma:

### Igreja Católica
A igreja pertence à Diocese de Franca, com as seguintes paróquias:
- Igreja Matriz Nossa Senhora do Carmo;
- Igreja de São João Batista;
- Capela de Nossa Senhora do Rosário;
- Igreja de São Pedro e São Paulo.

### Igrejas Evangélicas
Entre as igrejas protestantes históricas, pentecostais e neopentecostais, encontram-se na cidade:
- Assembleia de Deus Ministério do Belém.[27][28]
- Congregação Cristã no Brasil.[29]